# Nikolaus Zangius
Nikolaus Zangius (auch Nikolaus Zange; * um 1570 in Woltersdorf; † vor 1619 in Berlin) war ein deutscher Komponist.
Zangius wurde in Woltersdorf als Sohn eines Pfarrers geboren. 1597 wirkte er als Kapellmeister am bischöflich-fürstlichen Hof in Iburg. 1599 wechselte er nach Danzig als Vertretung des erkrankten Kapellmeisters Johannes Wanning. 1602 wurde ihm das Amt übertragen. Des Weiteren wurde er Mitbruder der Christopherbank im Artushof. Im selben Jahr floh er vor der Pest nach Prag, wo er als Hofdiener des Kaisers arbeitete. 1607 kehrte er nach Danzig zurück. Von 1612 an hatte er das Amt eines Hofkapellmeisters in Berlin bis vermutlich zu seinem Tod inne. Er dürfte vor dem 14. Februarjul. / 24. Februar 1619greg. verstorben sein, da zu diesem Datum William Brade als sein Nachfolger ernannt wurde.

## Werke
- Schoene newe außerlesene Geistliche und Weltliche Lieder mit drey Stimmen. Frankfurt an der Oder 1594.
- Geistliche und weltliche Lieder mit fünf Stimmen. Köln 1597.

## Moderne Ausgaben
- Geistliche und weltliche Lieder mit fünf Stimmen. Merseburger 1960.
- Ducke dich, Hänsel. Möseler-Verlag 1972.
- Dialogus 1617. Moeck 1972.
- Der Kölner Markt. Edition Peters 1986.